# Prosopocoilus wimberleyi
Prosopocoilus wimberleyi is een keversoort uit de familie vliegende herten (Lucanidae). De wetenschappelijke naam van de soort is voor het eerst geldig gepubliceerd in 1875 door Parry.